# Palais de justice d'Amiens
Le Palais de justice d'Amiens est un édifice situé dans le centre-ville d'Amiens, dans le département de la Somme.

## Historique
À l'emplacement du Palais de justice d'Amiens s'élevait jusqu'à la Révolution française, l'abbaye Saint-Martin-aux-Jumeaux. Déclarée bien national, les bâtiments abbatiaux furent affectés à la fonction judiciaire, mais jugés inadaptés, ils furent démolis pour laisser place au Palais de justice actuel.
Le Palais de justice d'Amiens a été construit en deux campagnes de travaux : de 1864 à 1868 et de 1874 à 1880, dirigées par les architectes Jean Herbault et Natalis Daullé, puis par Jacques Hittorff qui conçut l'entrée avec sa colonnade. 
Ce fut le premier édifice conçu exclusivement à la fonction de Palais de justice, en France. En un même lieu, furent regroupés tous les degrés de juridiction territoriale.
Le Palais de justice avec ses grilles extérieures, la cour d'honneur et le jardin sur la rue Victor-Hugo sont protégés au titre des monuments historiques : inscription par arrêté du 29 juin 1994.
Il existe une annexe du palais de justice, appelé Espace Pierre Dubois située rue Pierre Dubois.

## Caractéristiques
L'imposant bâtiment de brique et pierre est de style néoclassique. Il a la forme d'un U. Son entrée principale par laquelle on accède par un escalier majestueux est surmontée d'un fronton triangulaire à l'antique supporté par six colonnes terminées par des chapiteaux corinthiens. Les sculptures du fronton représentant la Justice et les statues du haut de l'escalier d'entrée Démosthène, Cicéron, le Droit et, la Force, sont de Justin Sanson de même que la Charité de Saint-Martin et les allégories de l'Industrie et de la Science sur la façade nord du palais.
Les statues de Montesquieu et de Henri François d'Aguesseau sur la façade est sont d'Edmond Lévêque.
Le décor intérieur, est révélateur de l'éclectisme propre au XIXe siècle. Les boiseries réalisées au début du XVIIIe siècle par François Cressent pour le couvent des célestins ont été démontées et réinstallées dans le Palais de justice actuel.
À l'intérieur, on peut voir également, la statue de la Loi par Sanson et celle de la Justice.

## Notes et références

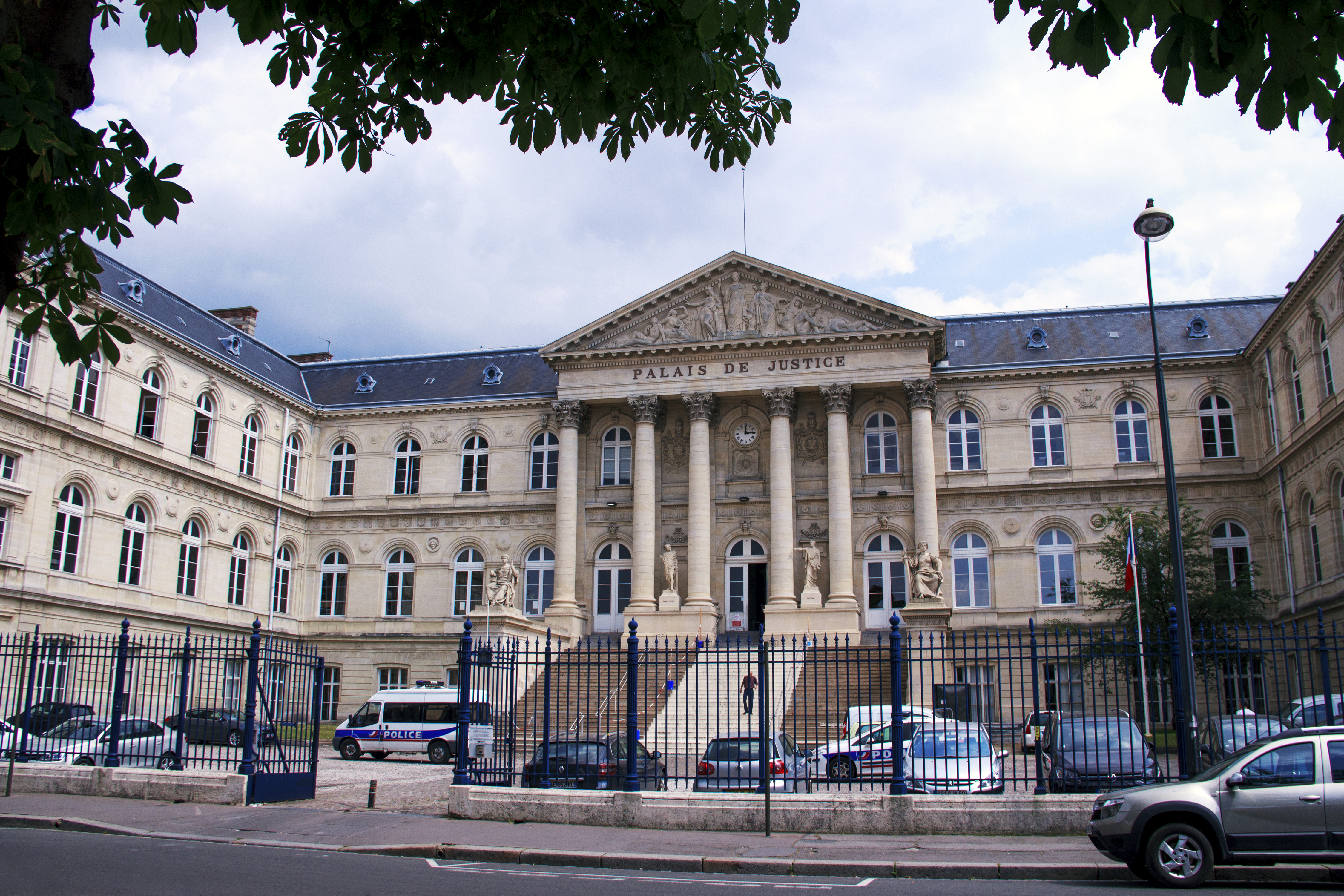
Le palais de justice.